# Aleksandr Panfiłow
Aleksandr Wasiljewicz Panfiłow (ros. Александр Васильевич Панфилов, ur. 11 października 1960 we Frunze) – radziecki kolarz torowy, srebrny medalista olimpijski.

## Kariera
Największy sukces w karierze Aleksandr Panfiłow osiągnął w 1980 roku, kiedy zdobył srebrny medal w wyścigu na 1 km podczas igrzysk olimpijskich w Moskwie. W zawodach tych wyprzedził go jedynie Lothar Thoms z NRD, a trzecie miejsce zajął Jamajczyk David Weller. Był to jedyny medal wywalczony przez Panfiłowa na międzynarodowej imprezie tej rangi oraz jego jedyny występ olimpijski. Nigdy nie zdobył medalu na torowych mistrzostwach świata.